# 정현석 (조선)
정현석(鄭顯奭, 1817년~1899년)은 조선 말기의 문신으로 본관은 초계(草溪), 자는 보여(保汝), 호는 박원(璞園)으로 동지중추부사 정홍관(鄭鴻觀)의 손이며 필선 정기화(鄭琦和)의 아들로 태어났다. 고종조때 진주목사, 덕원부사, 한성부좌윤, 호조참판, 황해도관찰사를 지냈다.

## 개요
후릉참봉을 시작으로 3조 5부의 내직을 두루 거치고 10군의 수령을 역임하는 동안 치적이 현저하여 곳곳에 선정비가 세워졌다. 진주목사 부임시 교방가요를 저술하였으며 덕원부사 재임시 최초의 근대식 학교인 원산학사를 설립하였다. 동지돈녕부사, 첨지중추부사, 동지의금부사, 공조참판, 한성부좌윤, 형조참판, 호조참판, 황해도관찰사, 황해도병마수군절도사 등을 지냈다.

## 한국민족문화대백과사전
- 정현석 - 고종 1년(1864년) 함경도의 고원군수(高原郡守) 재직당시 치적이 높았던 것으로 보이며 이후 삼가현감(三嘉縣監), 진주목사, 김해부사 등을 거쳐 1883년 덕원부사(德源府使)로서 원산감리(原山監理)를 겸하였다. 김해와 덕원에서 부사로 재직할 당시 양지역이 연해의 요충임을 고려하여 이 지역의 방비와 교육, 농잠, 광무(鑛務) 등을 위한 인재의 등용과 장려책을 조정에 건의하기도 하였다. 1886년에 동지돈녕부사(同知敦寧府使)로 특별히 발탁되었다. 1894년 동학 농민봉기 때에는 황해도관찰사로서 봉산(鳳山)에서 전선을 절단한 장원석(張元石) 등을 효수하기도 하였다. 그러나 같은 해 11월 정부로부터 견책을 받고 파직되었다. 일본 압제하의 친일내각에서 왕실에 가까운 인물들을 배제하는 과정에서 축출된 것으로 보인다.
- 원산학사 - 1883년(고종 20) 민간에 의해 함경남도 원산에 설립되었던 중등학교이다. 종래 한국 최초의 근대 학교로 알려진 배재학당보다 2년 앞서 설립된 것이 밝혀져, 한국 최초의 근대 학교로 일컬어진다. 원산은 1880년 4월 개항과 동시에 일본인 거류지가 만들어지고, 일본 상인들의 상업활동이 시작되었다. 덕원·원산의 지방민들은 일본 상인의 침투에 대한 대응책을 세워야 할 것을 절감하였다. 이에 그들은 새로운 세대에게 신지식을 교육하여 인재를 양성하여 외국의 도전에 근본적으로 대응하고자 했다. 1883년 1월에 새로 부임한 덕원부사 겸 원산감리 정현석(鄭顯奭)에게 학교설립기금을 모을 뜻을 밝히고 새로운 근대학교를 설립하여 줄 것을 요청하였다. 정현석은 주민들의 이러한 뜻을 기꺼이 받아들여 당시 서북경략사(西北經略使)인 어윤중(魚允中)과 원산항 통상 담당의 통리기무아문 주사인 승지 정헌시(鄭憲時)의 지원을 받으면서, 관민이 합심하여 1883년부터 원산학사를 설립하게 되었다. 설립 기금은 덕원·원산의 주민들, 원산상회소(元山商會所), 정현석·어윤중·정헌시, 원산감리서에 고용된 외국 군인 등으로부터 모아졌다. 1883년 8월에 학교 설립을 정부에 보고하여 정식으로 승인을 받았다. 초기에는 문예반과 무예반으로 편성하였다. 문예반은 정원은 없었으나 약 50명의 학생을 입학시켰다. 무예반은 정원을 200명으로 하고 출신과 한량(閑良)을 뽑아서 교육, 훈련하여 별군관(別軍官)을 양성하도록 하였다. 초기의 학생이 250명이나 되었다는 것은 규모가 매우 큰 학교로 출발했음을 말해주고 있다. 특히 무예반을 함께 둔 것은 동래(東萊)의 예를 따른 것으로, 무비자강(武備自强)을 시도한 것이다. 이러한 대응책은 당시 일본의 무력 위협이 수시로 자행되었기 때문에 매우 절실하고, 시의적절한 것이었다. 입학자격은 ① 덕원·원산지방의 연소하고 재주있는 자제로 하고, ② 학교설립에 기금을 내지 못한 지방민의 자제도 차별 없이 입학을 허가하도록 하였으며, ③ 다른 읍 사람이라도 입학금을 가져오는 자는 거절하지 않도록 하고, ④ 무사로서 무예반에 들어와 배우고자 하는 자는 입학금 없이 입학을 허가하도록 하였다. 설립 당시의 교과과목은 공통과목과 특수과목으로 분류하였다. 문무의 공통과목으로는 시무(時務)에 긴요한 과목으로서 산수·격치(格致 : 물리)로부터 기기(機器)·농업·양잠·광채(礦採) 등에 이르기까지의 실학을 가르쳤다. 특수과목으로서 문예반은 경의(經義)를, 무예반은 병서(兵書)를 가르치도록 하였다. 이러한 교과목의 교재로 처음 사용하고 비치한 도서는 『영지(瀛志)』·『연방지(聯邦志)』·『기기도설(奇器圖說)』·『일본외국어학(日本外國語學)』·『법리문(法理文)』·『대학예비문(大學豫備門)』·『영환지략(瀛環志略)』·『만국공법(萬國公法)』·『심사(心史)』·『농정신편(農政新編)』 등이다. 이로 보아 원산학사에서 가르친 교과목은 일본어 등의 외국어와 법률·만국공법·지리 등 광범위한 근대 학문이었음을 알 수 있다. 문예반의 최초 교수진은 교수 1명과 조교［掌議］ 2명으로 출발하였다.

원산학사의 시험방법은 문예반은 매월 초에 월별고사를 부과하여 최우수자 1명을 뽑아, 매년 가을 공도회(公都會)에 보내어 초시 합격자의 정원 명단에 넣도록 하였다.
무예반은 병서를 숙달한 뒤 사격을 익혀 매월 월별고사를 부과하여 연말에 최우수자 2명을 뽑아, 병조에 보고하여 출신은 절충(折衝)으로 특별히 승진시키고 한량은 바로 전시(殿試)에 응시함을 허락하도록 하였다.
학생에 대한 벌칙으로는 ① 태만하여 시작은 있으되 끝을 맺지 못하거나, ② 술집에 출입하거나, ③ 부랑하여 믿을 수 없거나, ④ 교사의 가르침을 따르지 않는 자는 경중에 따라서 벌하거나 혹은 제적하도록 하였다.
변천1894년 갑오경장 무렵에 원산학사는 원래 가지고 있던 소학교와 중학교의 기능이 분화되었다. 원산학사는 문예반만 갖춘 원산소학교로 되고, 원산감리서에서 역학당(譯學堂)을 세워 중학교의 기능을 하면서 소학교 졸업생들에게 외국어와 고등교육을 실시하였다. 원산소학교는 남산동의 같은 자리에 교사를 증축하고 크게 발전하다가 일제 치하에서는 처음에 원산보통학교로, 나중에 원산제일국민학교가 되어 1945년까지 지속되었다고 한다.
의의와 평가우리나라 최초의 근대학교이며, 근대 최초의 민립 학교인 원산학사의 설립은, 한국근대사에서 매우 큰 역사적 의의를 가진다.
첫째, 최초의 근대 학교가 다른 동양권 국가의 경우와 같이 서양인에 의하여 설립된 것이 아니라, 우리나라 사람들의 손으로 설립되었다는 점이다. 둘째, 정부의 개화정책에 앞서 민간인들이 자발적으로 설립 기금을 모아서 근대 학교를 설립하였다는 사실이다. 셋째, 외국세력과 직접 부딪히는 지방의 개항장에서 시무에 대처하기 위하여 설립되었다는 사실이 주목된다. 무예반의 병설도 외국세력의 침투를 방어하기 위한 무비자강의 요청에 대응한 것으로 시의적절하고 현실주의적이며 창의적인 것이었다.
넷째, 외국의 학교를 모방하여 설립된 것이 아니라 서당을 개량서당으로 발전시키고 다시 이것을 근대 학교로 발전시켜 전통을 계승한 사실이다. 다섯째, 교재에 있어서도 18·19세기 실학자들이 애독하였던 책들이 신서(新書)들과 병용되어 실학적 전통이 계승되고, 강의과목도 실학을 계승하고 있다는 사실이다. 여섯째, 학교의 설립에 초기 개화파들이 적극 지원하였으며, 지방 학부형의 요청에 선각적 관료가 적극 호응하여 관민이 일치 협력함으로써 학교의 설립이 이루어졌다는 점 등을 들 수 있다.

## 두산백과사전
정현석 - 조선 말기의 문신으로 진주목사, 김해부사를 지냈다. 의기사(義妓祠)를 중건하였으며, 음악에 관심이 많아 《교방가요(敎坊歌謠)》를 지었다.

## 한국무용사전
교방가요 - 1865년 정현석(鄭顯奭)이 춤과 노래에 관해 엮은 책. 무용 분야 연구에도 매우 소중한 자료인데, 여러 정재와 민속무용을 그림과 함께 설명하고 있다. 특히 <검무(劍舞)>의 경우 다른 문헌에서 찾아볼 수 없는 유일한 무보(舞譜)로 가치가 높다.

## 정현석 애민흥학영세불망비
충청북도 음성군 음성읍 읍내리에 있는 조선 후기 음성현감 정현석의 선정비. 정현석은 철종 대의 음성현감이었으며, 자세한 행적은 알려지지 않았다. 비문으로 보아 음성현감 재직 때 선정을 베풀었던 것으로 보인다. 선정비는 1860년(철종 11)에 세워졌고, 현재 음성향교 앞에 다른 비석군들과 함께 있다. 총 높이는 129cm이며 비신과 개석 2단으로 구성되어 있다. 비신(碑身)은 높이 98cm, 앞면 51cm, 측면 11cm이고, 개석(蓋石)은 높이 31cm, 앞면 52cm, 측면 15cm이다.
비 앞면에 '현감정후현석애민흥학영세불망비(縣監鄭侯顯奭愛民興學永世不忘碑)'라고 쓰여 있다.

## 저서
1872년 고종 9년에 진주 교방(敎坊)에서 쓰이는 노래와 춤 등을 기록한 《교방가요(敎坊歌謠)》를 지었다. 이 교방가요는 진주지역의 문화사에 중요한 역할을 하였으며, 국립중앙도서관에 1권 1책이 소장되어 있다. 이 교방가요는 일제시대와 한국전쟁을 겪으면서, 소실될 뻔한 무형의 유산들을 복원하고, 전승하는데 가장 큰 공을 세운 책이다. 책에 삽화와 함께 그 특징들을 상세하게 적고 있다. 특히 교방의 문화에서 유래된 진주논개제의 가장 큰 핵심인 의암별제의 복원에는 정현석의 《교방가요》가 절대적인 역할을 하였다고 할 정도이다. 진주포구락무, 처용가무, 항장무, 진주검무 등 교방에서 시작된 대부분의 춤과 음악의 복원 시 이 교방가요의 자료에서 많은 도움을 받았다. 물론 이러한 자료도 20세기 초의 인물들로 현존하는 김수악과 같은 장인이 없었다면, 고증에 많은 어려움이 있을 것이다.

## 같이 보기
- 의암별제
- 진주논개제